# David O'Leary
David Anthony O'Leary (Stoke Newington, 2 maggio 1958) è un allenatore di calcio ed ex calciatore irlandese, di ruolo difensore.

## Biografia
Anche suo fratello Pierce O'Leary è stato un calciatore.

## Carriera
Giocò con l'Arsenal dal 1975 al 1993, prima di trascorrere un biennio sfortunato al Leeds Utd.
Stabilì il record di presenze con la maglia dell'Arsenal: 722.
Collezionò 68 presenze con l'Irlanda partecipando anche al Mondiale del 1990, dove segnò il rigore decisivo contro la Romania nell'ottavo di finale.
Da allenatore ha guidato Leeds United (dal 1º ottobre 1998 al 27 giugno 2002) e Aston Villa (dal 20 maggio 2003 al 19 giugno 2006). Dopo diversi anni di inattività, il 4 luglio 2010 viene ingaggiato come allenatore dell'Al-Ahli, club degli Emirati Arabi. Il 22 aprile 2011 dopo la sconfitta per 5-1 contro l'Al-Jazeera viene esonerato insieme al suo vice Roy Aitken.

## Statistiche

### Giocatore

#### Presenze e reti nei club
| Stagione        | Squadra         | Campionato      | Campionato | Campionato | Coppe nazionali | Coppe nazionali | Coppe nazionali | Coppe continentali | Coppe continentali | Coppe continentali | Altre coppe | Altre coppe | Altre coppe | Totale | Totale |
| Stagione        | Squadra         | Comp            | Pres       | Reti       | Comp            | Pres            | Reti            | Comp               | Pres               | Reti               | Comp        | Pres        | Reti        | Pres   | Reti   |
| --------------- | --------------- | --------------- | ---------- | ---------- | --------------- | --------------- | --------------- | ------------------ | ------------------ | ------------------ | ----------- | ----------- | ----------- | ------ | ------ |
| 1975-1976       | Arsenal         | FD              | 27         | 0          | FACup+CdL       | 1+2             | 0               | -                  | -                  | -                  | -           | -           | -           | 30     | 0      |
| 1976-1977       | Arsenal         | FD              | 33         | 2          | FACup+CdL       | 3+4             | 0+1             | -                  | -                  | -                  | -           | -           | -           | 40     | 3      |
| 1977-1978       | Arsenal         | FD              | 41         | 1          | FACup+CdL       | 6+6             | 1+0             | -                  | -                  | -                  | -           | -           | -           | 53     | 2      |
| 1978-1979       | Arsenal         | FD              | 37         | 2          | FACup+CdL       | 11+1            | 0               | CU                 | 5                  | 0                  | -           | -           | -           | 54     | 2      |
| 1979-1980       | Arsenal         | FD              | 34         | 1          | FACup+CdL       | 9+6             | 0               | CdC                | 9                  | 0                  | CS          | 1           | 0           | 59     | 1      |
| 1980-1981       | Arsenal         | FD              | 24         | 1          | FACup+CdL       | 1+2             | 0               | -                  | -                  | -                  | -           | -           | -           | 27     | 1      |
| 1981-1982       | Arsenal         | FD              | 40         | 1          | FACup+CdL       | 1+5             | 0               | CU                 | 4                  | 0                  | -           | -           | -           | 50     | 1      |
| 1982-1983       | Arsenal         | FD              | 36         | 1          | FACup+CdL       | 5+7             | 0               | CU                 | 2                  | 0                  | -           | -           | -           | 50     | 1      |
| 1983-1984       | Arsenal         | FD              | 36         | 0          | FACup+CdL       | 1+4             | 0               | -                  | -                  | -                  | -           | -           | -           | 41     | 0      |
| 1984-1985       | Arsenal         | FD              | 36         | 0          | FACup+CdL       | 3+3             | 0               | -                  | -                  | -                  | -           | -           | -           | 42     | 0      |
| 1985-1986       | Arsenal         | FD              | 35         | 0          | FACup+CdL       | 5+7             | 0               | -                  | -                  | -                  | -           | -           | -           | 47     | 0      |
| 1986-1987       | Arsenal         | FD              | 39         | 0          | FACup+CdL       | 4+9             | 0               | -                  | -                  | -                  | -           | -           | -           | 52     | 0      |
| 1987-1988       | Arsenal         | FD              | 23         | 0          | FACup+CdL       | 4+6             | 0+1             | -                  | -                  | -                  | -           | -           | -           | 33     | 1      |
| 1988-1989       | Arsenal         | FD              | 26         | 0          | FACup+CdL       | 2+0             | 0               | -                  | -                  | -                  | MmT         | 2           | 0           | 30     | 0      |
| 1989-1990       | Arsenal         | FD              | 34         | 1          | FACup+CdL       | 3+4             | 0               | -                  | -                  | -                  | CS          | 1           | 0           | 42     | 1      |
| 1990-1991       | Arsenal         | FD              | 21         | 1          | FACup+CdL       | 6+1             | 0               | -                  | -                  | -                  | -           | -           | -           | 28     | 1      |
| 1991-1992       | Arsenal         | FD              | 25         | 0          | FACup+CdL       | 1+1             | 0               | CC                 | 1                  | 0                  | CS          | 1           | 0           | 29     | 0      |
| 1992-1993       | Arsenal         | PL              | 11         | 0          | FACup+CdL       | 4+2             | 0               | -                  | -                  | -                  | -           | -           | -           | 17     | 0      |
| Totale Arsenal  | Totale Arsenal  | Totale Arsenal  | 558        | 11         |                 | 70+70           | 1+2             |                    | 21                 | 0                  |             | 5           | 0           | 724    | 14     |
| 1993-1994       | Leeds Utd       | PL              | 10         | 0          | FACup+CdL       | -               | -               | -                  | -                  | -                  | -           | -           | -           | 10     | 0      |
| Totale carriera | Totale carriera | Totale carriera | 568        | 11         |                 | 140             | 3               |                    | 21                 | 0                  |             | 5           | 0           | 734    | 14     |

#### Cronologia presenze e reti in nazionale
| Cronologia completa delle presenze e delle reti in nazionale ― Irlanda | Cronologia completa delle presenze e delle reti in nazionale ― Irlanda | Cronologia completa delle presenze e delle reti in nazionale ― Irlanda | Cronologia completa delle presenze e delle reti in nazionale ― Irlanda | Cronologia completa delle presenze e delle reti in nazionale ― Irlanda | Cronologia completa delle presenze e delle reti in nazionale ― Irlanda | Cronologia completa delle presenze e delle reti in nazionale ― Irlanda | Cronologia completa delle presenze e delle reti in nazionale ― Irlanda |
| Data                                                                   | Città                                                                  | In casa                                                                | Risultato                                                              | Ospiti                                                                 | Competizione                                                           | Reti                                                                   | Note                                                                   |
| ---------------------------------------------------------------------- | ---------------------------------------------------------------------- | ---------------------------------------------------------------------- | ---------------------------------------------------------------------- | ---------------------------------------------------------------------- | ---------------------------------------------------------------------- | ---------------------------------------------------------------------- | ---------------------------------------------------------------------- |
| 8-9-1976                                                               | Londra                                                                 | Inghilterra                                                            | 1 – 1                                                                  | Irlanda                                                                | Amichevole                                                             | -                                                                      |                                                                        |
| 17-11-1976                                                             | Parigi                                                                 | Francia                                                                | 2 – 0                                                                  | Irlanda                                                                | Qual. Mondiali 1978                                                    | -                                                                      | Ammonizione                                                            |
| 9-2-1977                                                               | Dublino                                                                | Irlanda                                                                | 0 – 1                                                                  | Spagna                                                                 | Amichevole                                                             | -                                                                      |                                                                        |
| 30-3-1977                                                              | Dublino                                                                | Irlanda                                                                | 1 – 0                                                                  | Francia                                                                | Qual. Mondiali 1978                                                    | -                                                                      |                                                                        |
| 1-6-1977                                                               | Sofia                                                                  | Bulgaria                                                               | 2 – 1                                                                  | Irlanda                                                                | Qual. Mondiali 1978                                                    | -                                                                      |                                                                        |
| 12-10-1977                                                             | Dublino                                                                | Irlanda                                                                | 0 – 0                                                                  | Bulgaria                                                               | Qual. Mondiali 1978                                                    | -                                                                      | Ammonizione                                                            |
| 21-5-1978                                                              | Oslo                                                                   | Norvegia                                                               | 0 – 0                                                                  | Irlanda                                                                | Amichevole                                                             | -                                                                      |                                                                        |
| 24-5-1978                                                              | Copenaghen                                                             | Danimarca                                                              | 3 – 3                                                                  | Irlanda                                                                | Qual. Euro 1980                                                        | -                                                                      |                                                                        |
| 25-10-1978                                                             | Dublino                                                                | Irlanda                                                                | 1 – 1                                                                  | Inghilterra                                                            | Qual. Euro 1980                                                        | -                                                                      | 73’                                                                    |
| 19-5-1979                                                              | Sofia                                                                  | Bulgaria                                                               | 1 – 0                                                                  | Irlanda                                                                | Qual. Euro 1980                                                        | -                                                                      |                                                                        |
| 22-5-1979                                                              | Dublino                                                                | Irlanda                                                                | 1 – 3                                                                  | Germania Ovest                                                         | Amichevole                                                             | -                                                                      |                                                                        |
| 11-9-1979                                                              | Swansea                                                                | Galles                                                                 | 2 – 1                                                                  | Irlanda                                                                | Amichevole                                                             | -                                                                      |                                                                        |
| 17-10-1979                                                             | Dublino                                                                | Irlanda                                                                | 3 – 0                                                                  | Bulgaria                                                               | Qual. Euro 1980                                                        | -                                                                      |                                                                        |
| 21-11-1979                                                             | Belfast                                                                | Irlanda del Nord                                                       | 1 – 0                                                                  | Irlanda                                                                | Qual. Euro 1980                                                        | -                                                                      |                                                                        |
| 6-2-1980                                                               | Londra                                                                 | Inghilterra                                                            | 2 – 0                                                                  | Irlanda                                                                | Qual. Euro 1980                                                        | -                                                                      | 68’                                                                    |
| 26-3-1980                                                              | Nicosia                                                                | Cipro                                                                  | 2 – 3                                                                  | Irlanda                                                                | Qual. Mondiali 1982                                                    | -                                                                      |                                                                        |
| 10-9-1980                                                              | Dublino                                                                | Irlanda                                                                | 2 – 1                                                                  | Paesi Bassi                                                            | Qual. Mondiali 1982                                                    | -                                                                      |                                                                        |
| 29-4-1981                                                              | Dublino                                                                | Irlanda                                                                | 3 – 1                                                                  | Cecoslovacchia                                                         | Amichevole                                                             | -                                                                      | cap.                                                                   |
| 21-5-1981                                                              | Brema                                                                  | Germania Ovest                                                         | 3 – 0                                                                  | Irlanda                                                                | Amichevole                                                             | -                                                                      |                                                                        |
| 24-5-1981                                                              | Bydgoszcz                                                              | Polonia                                                                | 3 – 0                                                                  | Irlanda                                                                | Amichevole                                                             | -                                                                      | 38’ (aut.)                                                             |
| 9-9-1981                                                               | Rotterdam                                                              | Paesi Bassi                                                            | 2 – 2                                                                  | Irlanda                                                                | Qual. Mondiali 1982                                                    | -                                                                      |                                                                        |
| 14-10-1981                                                             | Dublino                                                                | Irlanda                                                                | 3 – 2                                                                  | Francia                                                                | Qual. Mondiali 1982                                                    | -                                                                      |                                                                        |
| 22-9-1982                                                              | Rotterdam                                                              | Paesi Bassi                                                            | 2 – 1                                                                  | Irlanda                                                                | Qual. Euro 1984                                                        | -                                                                      |                                                                        |
| 13-10-1982                                                             | Dublino                                                                | Irlanda                                                                | 2 – 0                                                                  | Islanda                                                                | Qual. Euro 1984                                                        | -                                                                      |                                                                        |
| 27-4-1983                                                              | Saragozza                                                              | Spagna                                                                 | 2 – 0                                                                  | Irlanda                                                                | Qual. Euro 1984                                                        | -                                                                      |                                                                        |
| 4-4-1984                                                               | Giaffa                                                                 | Israele                                                                | 3 – 0                                                                  | Irlanda                                                                | Amichevole                                                             | -                                                                      |                                                                        |
| 23-5-1984                                                              | Dublino                                                                | Irlanda                                                                | 0 – 0                                                                  | Polonia                                                                | Amichevole                                                             | -                                                                      | 53’                                                                    |
| 3-6-1984                                                               | Sapporo                                                                | Cina                                                                   | 0 – 1                                                                  | Irlanda                                                                | Kirin Cup                                                              | -                                                                      |                                                                        |
| 12-9-1984                                                              | Dublino                                                                | Irlanda                                                                | 1 – 0                                                                  | Unione Sovietica                                                       | Qual. Mondiali 1986                                                    | -                                                                      |                                                                        |
| 17-10-1984                                                             | Reykjavík                                                              | Norvegia                                                               | 1 – 0                                                                  | Irlanda                                                                | Qual. Mondiali 1986                                                    | -                                                                      |                                                                        |
| 14-11-1984                                                             | Copenaghen                                                             | Danimarca                                                              | 3 – 0                                                                  | Irlanda                                                                | Qual. Mondiali 1986                                                    | -                                                                      |                                                                        |
| 27-2-1985                                                              | Ramat Gan                                                              | Israele                                                                | 0 – 0                                                                  | Irlanda                                                                | Amichevole                                                             | -                                                                      |                                                                        |
| 26-3-1985                                                              | Londra                                                                 | Inghilterra                                                            | 2 – 1                                                                  | Irlanda                                                                | Amichevole                                                             | -                                                                      | 46’                                                                    |
| 1-5-1985                                                               | Dublino                                                                | Irlanda                                                                | 0 – 0                                                                  | Norvegia                                                               | Qual. Mondiali 1986                                                    | -                                                                      |                                                                        |
| 26-5-1985                                                              | Cork                                                                   | Irlanda                                                                | 0 – 0                                                                  | Spagna                                                                 | Amichevole                                                             | -                                                                      |                                                                        |
| 2-6-1985                                                               | Dublino                                                                | Irlanda                                                                | 3 – 0                                                                  | Svizzera                                                               | Qual. Mondiali 1986                                                    | -                                                                      |                                                                        |
| 11-9-1985                                                              | Berna                                                                  | Svizzera                                                               | 0 – 0                                                                  | Irlanda                                                                | Qual. Mondiali 1986                                                    | -                                                                      |                                                                        |
| 16-10-1985                                                             | Mosca                                                                  | Unione Sovietica                                                       | 2 – 0                                                                  | Irlanda                                                                | Qual. Mondiali 1986                                                    | -                                                                      |                                                                        |
| 13-11-1985                                                             | Dublino                                                                | Irlanda                                                                | 1 – 4                                                                  | Danimarca                                                              | Qual. Mondiali 1986                                                    | -                                                                      |                                                                        |
| 26-3-1986                                                              | Dublino                                                                | Irlanda                                                                | 0 – 1                                                                  | Galles                                                                 | Amichevole                                                             | -                                                                      |                                                                        |
| 16-11-1988                                                             | Siviglia                                                               | Spagna                                                                 | 2 – 0                                                                  | Irlanda                                                                | Qual. Mondiali 1990                                                    | -                                                                      |                                                                        |
| 28-5-1989                                                              | Dublino                                                                | Irlanda                                                                | 2 – 0                                                                  | Malta                                                                  | Qual. Mondiali 1990                                                    | -                                                                      | 64’                                                                    |
| 4-6-1989                                                               | Dublino                                                                | Irlanda                                                                | 2 – 0                                                                  | Ungheria                                                               | Qual. Mondiali 1990                                                    | -                                                                      |                                                                        |
| 6-9-1989                                                               | Dublino                                                                | Irlanda                                                                | 1 – 1                                                                  | Germania Ovest                                                         | Amichevole                                                             | -                                                                      |                                                                        |
| 11-10-1989                                                             | Dublino                                                                | Irlanda                                                                | 3 – 0                                                                  | Irlanda del Nord                                                       | Qual. Mondiali 1990                                                    | -                                                                      | 77’                                                                    |
| 15-11-1989                                                             | Ta' Qali                                                               | Malta                                                                  | 0 – 2                                                                  | Irlanda                                                                | Qual. Mondiali 1990                                                    | -                                                                      |                                                                        |
| 28-3-1990                                                              | Dublino                                                                | Irlanda                                                                | 1 – 0                                                                  | Galles                                                                 | Amichevole                                                             | -                                                                      | 75’                                                                    |
| 25-4-1990                                                              | Dublino                                                                | Irlanda                                                                | 1 – 0                                                                  | Unione Sovietica                                                       | Amichevole                                                             | -                                                                      | 77’                                                                    |
| 16-5-1990                                                              | Dublino                                                                | Irlanda                                                                | 1 – 1                                                                  | Finlandia                                                              | Amichevole                                                             | -                                                                      |                                                                        |
| 27-5-1990                                                              | Smirne                                                                 | Turchia                                                                | 0 – 0                                                                  | Irlanda                                                                | Amichevole                                                             | -                                                                      | 67’                                                                    |
| 2-6-1990                                                               | Ta' Qali                                                               | Malta                                                                  | 0 – 3                                                                  | Irlanda                                                                | Amichevole                                                             | -                                                                      |                                                                        |
| 25-6-1990                                                              | Genova                                                                 | Irlanda                                                                | 0 – 0 dts (5 – 4 dtr)                                                  | Romania                                                                | Mondiali 1990 - Ottavi di finale                                       | -                                                                      | 93’                                                                    |
| 12-9-1990                                                              | Dublino                                                                | Irlanda                                                                | 1 – 0                                                                  | Marocco                                                                | Amichevole                                                             | -                                                                      |                                                                        |
| 17-10-1990                                                             | Dublino                                                                | Irlanda                                                                | 5 – 0                                                                  | Turchia                                                                | Qual. Euro 1992                                                        | 1                                                                      |                                                                        |
| 14-11-1990                                                             | Dublino                                                                | Irlanda                                                                | 1 – 1                                                                  | Inghilterra                                                            | Qual. Euro 1992                                                        | -                                                                      | 28’                                                                    |
| 27-3-1991                                                              | Londra                                                                 | Inghilterra                                                            | 1 – 1                                                                  | Irlanda                                                                | Qual. Euro 1992                                                        | -                                                                      |                                                                        |
| 1-5-1991                                                               | Dublino                                                                | Irlanda                                                                | 0 – 0                                                                  | Polonia                                                                | Qual. Euro 1992                                                        | -                                                                      |                                                                        |
| 22-5-1991                                                              | Dublino                                                                | Irlanda                                                                | 1 – 1                                                                  | Cile                                                                   | Amichevole                                                             | -                                                                      | 7’                                                                     |
| 11-9-1991                                                              | Győr                                                                   | Ungheria                                                               | 1 – 2                                                                  | Irlanda                                                                | Amichevole                                                             | -                                                                      |                                                                        |
| 16-10-1991                                                             | Poznań                                                                 | Polonia                                                                | 3 – 3                                                                  | Irlanda                                                                | Qual. Euro 1992                                                        | -                                                                      |                                                                        |
| 13-11-1991                                                             | Istanbul                                                               | Turchia                                                                | 1 – 3                                                                  | Irlanda                                                                | Qual. Euro 1992                                                        | -                                                                      |                                                                        |
| 19-2-1992                                                              | Dublino                                                                | Irlanda                                                                | 0 – 1                                                                  | Galles                                                                 | Amichevole                                                             | -                                                                      |                                                                        |
| 25-3-1992                                                              | Dublino                                                                | Irlanda                                                                | 2 – 1                                                                  | Svizzera                                                               | Amichevole                                                             | -                                                                      | 46’                                                                    |
| 29-4-1992                                                              | Dublino                                                                | Irlanda                                                                | 4 – 1                                                                  | Stati Uniti                                                            | Amichevole                                                             | -                                                                      | 72’                                                                    |
| 26-5-1992                                                              | Dublino                                                                | Irlanda                                                                | 2 – 0                                                                  | Albania                                                                | Qual. Mondiali 1994                                                    | -                                                                      |                                                                        |
| 4-6-1992                                                               | Boston                                                                 | Italia                                                                 | 2 – 0                                                                  | Irlanda                                                                | U.S. Cup 1992                                                          | -                                                                      |                                                                        |
| 7-6-1992                                                               | Boston                                                                 | Portogallo                                                             | 0 – 2                                                                  | Irlanda                                                                | U.S. Cup 1992                                                          | -                                                                      |                                                                        |
| 17-2-1993                                                              | Dublino                                                                | Irlanda                                                                | 2 – 1                                                                  | Galles                                                                 | Amichevole                                                             | -                                                                      | cap. 6’                                                                |
| 29-5-1993                                                              | Dublino                                                                | Irlanda                                                                | 2 – 4                                                                  | Ungheria                                                               | Amichevole                                                             | -                                                                      |                                                                        |
| Totale                                                                 |                                                                        | Presenze                                                               | 69                                                                     |                                                                        | Reti                                                                   | 1                                                                      |                                                                        |

### Allenatore
| Stagione           | Squadra            | Campionato         | Campionato | Campionato | Campionato | Campionato | Coppe nazionali | Coppe nazionali | Coppe nazionali | Coppe nazionali | Coppe nazionali | Coppe continentali | Coppe continentali | Coppe continentali | Coppe continentali | Coppe continentali | Altre coppe | Altre coppe | Altre coppe | Altre coppe | Altre coppe | Totale | Totale | Totale | Totale | % Vittorie | Piazzamento |
| Stagione           | Squadra            | Comp               | G          | V          | N          | P          | Comp            | G               | V               | N               | P               | Comp               | G                  | V                  | N                  | P                  | Comp        | G           | V           | N           | P           | G      | V      | N      | P      | %          | Piazzamento |
| ------------------ | ------------------ | ------------------ | ---------- | ---------- | ---------- | ---------- | --------------- | --------------- | --------------- | --------------- | --------------- | ------------------ | ------------------ | ------------------ | ------------------ | ------------------ | ----------- | ----------- | ----------- | ----------- | ----------- | ------ | ------ | ------ | ------ | ---------- | ----------- |
| ott. 1998-1999     | Leeds Utd          | PL                 | 31         | 16         | 8          | 7          | FACup+CdL       | 5+1             | 2+0             | 2+0             | 1+1             | CU                 | 2                  | 0                  | 1                  | 1                  | -           | -           | -           | -           | -           | 39     | 18     | 11     | 10     | 46,15      | Sub. 4º     |
| 1999-2000          | Leeds Utd          | PL                 | 38         | 21         | 6          | 11         | FACup+CdL       | 3+2             | 2+1             | 0+0             | 1+1             | CU                 | 12                 | 7                  | 2                  | 3                  | -           | -           | -           | -           | -           | 55     | 31     | 8      | 16     | 56,36      | 3º          |
| 2000-2001          | Leeds Utd          | PL                 | 38         | 20         | 8          | 10         | FACup+CdL       | 1+1             | 0+0             | 0+0             | 1+1             | UCL                | 18                 | 9                  | 4                  | 5                  | -           | -           | -           | -           | -           | 58     | 29     | 12     | 17     | 50,00      | 4º          |
| 2001-2002          | Leeds Utd          | PL                 | 38         | 18         | 12         | 8          | FACup+CdL       | 1+2             | 0+1             | 0+0             | 1+1             | CU                 | 8                  | 3                  | 2                  | 3                  | -           | -           | -           | -           | -           | 49     | 22     | 14     | 13     | 44,90      | 5º          |
| Totale Leeds Utd   | Totale Leeds Utd   | Totale Leeds Utd   | 145        | 75         | 34         | 36         |                 | 16              | 6               | 2               | 8               |                    | 40                 | 19                 | 9                  | 12                 |             | -           | -           | -           | -           | 201    | 100    | 45     | 56     | 49,75      |             |
| 2003-2004          | Aston Villa        | PL                 | 38         | 15         | 11         | 12         | FACup+CdL       | 1+6             | 0+5             | 0+0             | 1+1             | -                  | -                  | -                  | -                  | -                  | -           | -           | -           | -           | -           | 45     | 20     | 11     | 14     | 44,44      | 6º          |
| 2004-2005          | Aston Villa        | PL                 | 38         | 12         | 11         | 15         | FACup+CdL       | 1+2             | 0+1             | 0+0             | 1+1             | -                  | -                  | -                  | -                  | -                  | -           | -           | -           | -           | -           | 41     | 13     | 11     | 17     | 31,71      | 10º         |
| 2005-2006          | Aston Villa        | PL                 | 38         | 10         | 12         | 16         | FACup+CdL       | 2+3             | 0+2             | 1+0             | 1+1             | -                  | -                  | -                  | -                  | -                  | -           | -           | -           | -           | -           | 43     | 12     | 13     | 18     | 27,91      | 16º         |
| Totale Aston Villa | Totale Aston Villa | Totale Aston Villa | 114        | 37         | 34         | 43         |                 | 15              | 8               | 1               | 6               |                    | -                  | -                  | -                  | -                  |             | -           | -           | -           | -           | 129    | 45     | 35     | 49     | 34,88      |             |
| Totale carriera    | Totale carriera    | Totale carriera    | 259        | 112        | 68         | 79         |                 | 31              | 14              | 3               | 14              |                    | 40                 | 19                 | 9                  | 12                 |             | -           | -           | -           | -           | 330    | 145    | 80     | 105    | 43,94      |             |

## Palmarès

### Giocatore

#### Competizioni nazionali
- Campionato inglese: 2

Arsenal: 1988-1989, 1990-1991
- Coppa d'Inghilterra: 2

Arsenal: 1978-1979, 1992-1993
- Coppa di Lega inglese: 2

Arsenal: 1986-1987, 1992-1993
- Charity Shield: 1

Arsenal: 1991